# Park Davida Ben Guriona
Park Davida Ben Guriona je kulturní a zábavní prostor nacházející se na okraji města Pachuga de Soto v Mexiku. Byl otevřen v roce 2005 z popudu místní vlády státu Hidalgo, mexické židovské komunity a nadace Keren Kayemeth Leisrael. Rozkládá se na 26 hektarech a obsahuje Centrální knihovnu Estada Ricarda Garibaje, kongresové centrum Tuzoforum, interaktivní instalaci věnovanou fenoménu fotbalu a divadlo Gota de Plata.
Park je pojmenovaný po zakladateli státu Izrael Davidu Ben Gurionovy.